# Centro Médico de Harborview
O Centro Médico de Harborview é um hospital público, localizado em Seattle, Condado de King. A unidade é gerida pela University of Washington School of Medicine (UWSOM).

## Visão Geral
O Centro Médico de Harborview é um hospital de controle de doenças designado à cidade de Seattle e ao condado de King, conta com apenas um único nível, destinado a traumas adultos e pediátricos e um centro de queimadura em Washington, o hospital também recebe pacientes dos estados do Alasca, Idaho e Montana. O centro de queimadura é um dos maiores dos Estados Unidos, especializado em tratamentos pioneiros, incluindo o uso de produtos artificiais para a pele, que reduziram drasticamente as taxas de mortalidade de pacientes gravemente queimados.

## História
O hospital foi fundado em 1877 com o nome de Hospital do Condado de King, um hospital de bem-estar de seis camas em um edifício de dois andares ao sul de Seattle. Em 1906, mudou-se para um novo edifício em Georgetown, com espaço para 225 pacientes. Outra mudança ocorreu em 1931, quando a ala central do atual hospital foi concluída, o nome do hospital foi alterado para Harborview.
A ala de Harborview para agressão sexual e estresse traumático foi criada em 1973.